# Robert Hilliard
Robert Martin Hilliard (* 7. April 1904 in Moyeightragh bei Killarney; † 22. Februar 1937 in Castellón de la Plana, Spanien) war ein irischer Boxer, Priester der Church of Ireland, Journalist und Freiwilliger im spanischen Bürgerkrieg.

## Leben
Hilliard wurde 1904 als eines von sechs Kindern einer anglikanischen Unternehmerfamilie geboren. Sein Vater besaß ein erfolgreiches Ledergeschäft in Killarney. Er besuchte die Cork Grammar School sowie die Mountjoy School in Dublin. 1921 schrieb er sich am Trinity College der Universität Dublin ein. Bereits in seiner Jugend interessierte er sich für den Republikanismus. Dies verstärkte sich auf dem Trinity College. Hilliard, der ein talentierter Athlet und Boxer war, wurde 1923 Champion in der Irish Amateur Boxing Association und gewann auch entsprechende Universitätswettbewerbe. Im Jahr 1924 nahm er an den Olympischen Sommerspielen in Paris teil.
Im Sommer 1925 verließ er das Trinity College ohne Abschluss und heiratete 1926. Hilliard ging nun nach London, wo er versuchte als Journalist Fuß zu fassen. Dort kam er in Berührung mit der von Frank Buchman geführten Oxford-Gruppe, einer überkonfessionellen „urchristlichen“ Erweckungsbewegung. Hilliard, nun Wiedergeborener Christ, entschloss sich sein Studium am Trinity College wieder aufzunehmen. 1931 erhielt er seinen Bachelor of Arts. Er nahm nun ein Theologiestudium auf und wurde noch im selben Jahr zum Diakon geweiht. Als solcher übte er eine Teilzeitstelle als Assistenzkurat im Derriaghy Parish im County Antrim aus. 1932 erfolgte seine Priesterweihe. Hilliard wurde nun ab 1933 in der Armenmission der St Anne's Cathedral in Belfast tätig. Während seiner dortigen Arbeit begannen sich in ihm Zweifel zu regen und eine Hinwendung zu kommunistischen Ideen fand statt. Im späten Jahr 1934 gab er sein Priesteramt auf, verließ seine Frau und die gemeinsamen vier Kinder und ging erneut nach London, wo er wieder als Journalist arbeitete. Hilliard trat nun der Kommunistischen Partei Irlands bei. Nach Ausbruch des spanischen Bürgerkrieges entschloss er sich in den Internationalen Brigaden zu kämpfen und ging im Dezember 1936 nach Spanien. Im Februar 1937 wurde er während der Schlacht am Jarama schwer verletzt und starb fünf Tage später im Lazarett.
Der irische Musiker Christy Moore erwähnt ihn in seinem 1984 erschienenen Lied Viva La Quince Brigada über den spanischen Bürgerkrieg.